# 張璐 (清朝)
張璐（1617年—?），字路玉，自號石頑老人，江南長洲（今苏州）人。明末清初名醫。

## 生平
明代按察使張少峰之孫。生于明萬曆四十五年（1617年），少穎悟，能讀四書又兼攻醫。明亡後不仕，隱居洞庭山十餘年，著書立說。順治十六年（1659年），返鄉里，與喻昌、吳謙齊名。著有《張氏醫通》16卷、《傷寒纘論》2卷、《傷寒緒論》2卷、《本經逢原》4卷、《診宗三昧》。曾為孫思邈《千金方》作註解，寫作成《千金方釋義》30卷。其子張登、張倬亦學医。